# Европейское соглашение о международной дорожной перевозке опасных грузов
Соглашение о международной дорожной перевозке опасных грузов, ДОПОГ (фр. Accord relatif au transport international des marchandises dangereuses par route, фр. ADR) — соглашение европейских государств о международных перевозках опасных грузов. Создан по инициативе ООН. До 2021 года — Европейское соглашение о международной перевозке опасных грузов. 
Опасный груз — это груз, который в результате транспортного происшествия нанесёт вред здоровью или жизни людей и/или окружающей среде.
Помимо ADR перевозка опасных грузов регулируется в соответствии с Временной инструкцией «О перевозке опасных грузов автотранспортом» министерства сообщения.
ADR действует на территории всех стран Евросоюза, а также в Казахстане, Азербайджане, Марокко, в России аналогичный ему называется ДОПОГ.

## Структура книги
Европейское соглашение о международной дорожной перевозке опасных грузов
Протокол о подписании
Приложение А. Общие положения и положения, касающиеся опасных веществ и изделий
- Часть 1 Общие положения
- Часть 2 Классификация
- Часть 3 Перечень опасных грузов, специальные положения и изъятия, связанные с ограниченными и освобожденными количествами
- Часть 4 Положения, касающиеся упаковки и цистерн
- Часть 5 Процедуры отправления
- Часть 6 Требования к конструкции и испытаниям тары, контейнеров средней грузоподъемности для массовых грузов (КСМ), крупногабаритной тары, цистерн и контейнеров для массовых грузов
- Часть 7 Положения, касающиеся условий перевозки, погрузки, разгрузки и обработки грузов

Приложение В. Положения, касающиеся транспортного оборудования и транспортных операций
- Часть 8 Требования, касающиеся экипажей, оборудования и эксплуатации транспортных средств, а также документации
- Часть 9 Требования, касающиеся конструкции транспортных средств и их допущения к перевозке

## Список опасных веществ
ООН создан специальный список опасных веществ (более 3000 наименований). Каждое опасное вещество, внесённое в этот список, имеет четырёхзначный идентификационный номер по списку опасных веществ ООН. По этому номеру можно узнать точное название перевозимого опасного вещества. Список разбит по классам — разрешено опасное вещество одного класса перевозить только по предназначенным для него правилам. Эти классы образованы с учетом следующих признаков:
- Главной опасности вещества во время его транспортировки.
- Физическому состоянию вещества во время транспортировки (твёрдое, жидкое, газообразное).

Если имеется более чем одна опасность, то договор определяет главную и дополнительную опасности (например: метанол имеет главную опасность — огнеопасность и дополнительную опасность — ядовитость). Искусственно созданные опасности не учитываются.

## Классы опасных веществ
Виды опасностей:
1. Взрывоопасность.
2. Огнеопасность.
3. Ядовитость (токсичность).
4. Едкость (коррозийность).
5. Радиоактивность.
6. Окисление (свойства, способствующие горению).

Опасные грузы делятся на 13 классов:
- класс 1 Взрывчатые вещества и изделия
- класс 2 Газы
- класс 3 Легковоспламеняющиеся жидкости
- класс 4.1 Легковоспламеняющиеся твёрдые вещества, самореактивные вещества, полимеризующиеся вещества и твердые десенсибилизированные взрывчатые вещества.
- класс 4.2 Вещества, способные к самовозгоранию
- класс 4.3 Вещества, выделяющие воспламеняющиеся газы при соприкосновении с водой
- класс 5.1 Окисляющие вещества
- класс 5.2 Органические пероксиды
- класс 6.1 Токсичные вещества
- класс 6.2 Инфекционные вещества
- класс 7 Радиоактивные материалы
- класс 8 Коррозионные вещества
- класс 9 Прочие опасные вещества и изделия

### Класс 1
Взрывчатые материалы, которые по своим свойствам могут взрываться, вызывать пожар со взрывчатым действием, а также устройства, содержащие взрывчатые вещества и средства взрывания, предназначенные для производства пиротехнического эффекта:
- 1.1 Взрывчатые и пиротехнические вещества и изделия с опасностью взрыва массой, когда взрыв мгновенно охватывает весь груз. Примеры: большинство видов взрывчатки в транспортной таре, отдельные виды мин в тонкостенном корпусе.
- 1.2 Взрывчатые и пиротехнические вещества и изделия, не взрывающиеся массой. Примеры: большинство видов разрывных боеприпасов (снаряды, ракеты, мины), детонирующий шнур, детонаторы.
- 1.3 Взрывчатые и пиротехнические вещества и изделия, обладающие опасностью загорания с незначительным взрывчатым действием или без него. Примеры: порох, огнепроводный шнур, большинство пиротехники.
- 1.4 Взрывчатые и пиротехнические вещества и изделия, представляющие незначительную опасность взрыва во время транспортировки только в случае воспламенения или инициирования, не дающие разрушения устройств и упаковок. Примеры: патроны стрелковые и строительные, капсюли, пиротехнические шашки подушек безопасности и преднатяжителей ремней.
- 1.5 Взрывчатые вещества с опасностью взрыва массой, которые настолько нечувствительны, что при транспортировании инициирование или переход от горения к детонации маловероятны. Пример: промышленные взрывчатые вещества на основе нитратов.
- 1.6 Изделия, содержащие исключительно нечувствительные к детонации вещества, не взрывающиеся массой и характеризующиеся низкой вероятностью случайного инициирования;

Главная опасность — взрыв.

### Класс 2
Газы сжатые, сжиженные охлаждением и растворённые под давлением, отвечающие хотя бы одному из следующих условий:
- абсолютное давление паров при температуре 50 °С равно или выше 3 кгс/см³ (300 кПа);
- критическая температура ниже 50 °С;
- сжатые, критическая температура которых ниже −10 °С;
- сжиженные, критическая температура которых −10…70 °С;
- сжиженные, критическая температура которых равна или выше 70 °С;
- растворённые под давлением;
- сжиженные переохлаждением;
- аэрозоли и сжатые газы, попадающие под действие специальных предписаний.

Подклассы:
- 2.1 Воспламеняющиеся газы. Примеры: баллоны с горючим газом, зажигалки, аэрозольные баллоны.
- 2.2 Не воспламеняющиеся и не ядовитые газы. Примеры: сжатый воздух, кислород, углекислота.
- 2.3 Токсичные газы. Примеры: аммиак, хлор.
- 2.4 Легковоспламеняющиеся ядовитые газы;
- 2.5 Химически неустойчивые;
- 2.6 Химически неустойчивые ядовитые.

Нет главной опасности, так как имеются различные опасные свойства.

### Класс 3
Легковоспламеняющиеся жидкости, смеси жидкостей, а также жидкости, содержащие твёрдые вещества в растворе или суспензии, которые выделяют легковоспламеняющиеся пары, имеющие температуру вспышки в закрытом тигле 60 °C и ниже. То есть: при температуре до 60 °C в сосуде накопится столько пара, что он загорится от огня или искры, независимо от того, перекинется ли огонь на основную массу жидкости. Примеры: многие виды клея, духи, типографская краска.
- 3.1 Легковоспламеняющиеся жидкости с низкой температурой вспышки (до −18 °C в закрытом тигле), или имеющие температуру вспышки до +60° в сочетании с другими опасными свойствами, кроме легковоспламеняемости. Примеры: бензин.
- 3.2 Легковоспламеняющиеся жидкости со средней температурой вспышки (−18…+23 °C в закрытом тигле). Примеры: этиловый спирт.
- 3.3 Легковоспламеняющиеся жидкости с высокой температурой вспышки (+23…+60 °C в закрытом тигле). Примеры: керосин, дизельное топливо.

Главная опасность — огонь.

### Класс 4
Легковоспламеняющиеся вещества и материалы (кроме классифицированных как взрывчатые), способные во время перевозки легко загораться от внешних источников воспламенения, в результате трения, поглощения влаги, самопроизвольных химических превращений, а также при нагревании;
- 4.1 Легковоспламеняющиеся твердые вещества, способные легко воспламеняться от кратковременного воздействия внешних источников воспламенения (искры, пламени или трения) и активно гореть. Примеры: спички, топливные гранулы, нитроцеллюлозная киноплёнка.

Главная опасность — огонь и дополнительная опасность — термическая нестабильность — взрыв.
- 4.2 Самовоспламеняющиеся вещества, которые в обычных условиях транспортирования могут самопроизвольно нагреваться и воспламеняться. Примеры: белый и жёлтый фосфор, рыбная мука, хлопок.

Главная опасность — самовоспламенение.
- 4.3 Вещества, выделяющие воспламеняющиеся газы. Главная опасность — воспламеняющиеся газы. Примеры: натрий, карбид кальция.

### Класс 5
Окисляющие вещества и органические пероксиды, которые способны легко выделять кислород, поддерживать горение, а также могут, в соответствующих условиях или в смеси с другими веществами, вызвать самовоспламенение и взрыв;
- 5.1 Окисляющие вещества, которые сами по себе не горючи, но способствуют лёгкой воспламеняемости других веществ и выделяют кислород при горении, тем самым увеличивая интенсивность огня. Примеры: нитраты (азотные удобрения), хлораты.

Главная опасность — окисление.
- 5.2 Органические пероксиды, которые в большинстве случаев горючи, могут действовать как окисляющие вещества и опасно взаимодействовать с другими веществами. Многие из них легко загораются и чувствительны к удару и трению. Примеры: гидроперекись третбутила, некоторые отвердители.

Главная опасность — термическая нестабильность, то есть при нагреве возможен взрыв.

### Класс 6
Ядовитые и инфекционные вещества, способные вызывать смерть, отравление или заболевание при попадании внутрь организма или при соприкосновении с кожей и слизистой оболочкой;
- 6.1 Ядовитые (токсичные) вещества, способные вызвать отравление при вдыхании (паров, пыли), попадании внутрь или контакте с кожей. Примеры: синильная кислота, соединения мышьяка, пестициды.

Главная опасность — ядовитость.
- 6.2 Вещества и материалы, содержащие болезнетворные микроорганизмы, опасные для людей и животных. Примеры: медицинские анализы, больничные отходы, туши животных на уничтожение.

Главная опасность — инфекция.

### Класс 7
Радиоактивные вещества с удельной активностью более 70 кБк/кг. Главная опасность — сильное радиоактивное излучение. Примеры: медицинские изотопы, головки радиационных дефектоскопов.

### Класс 8
Едкие и коррозионные вещества, которые вызывают повреждение кожи, поражение слизистых оболочек глаз и дыхательных путей, коррозию металлов и повреждения транспортных средств, сооружений или грузов, а также могут вызывать пожар при взаимодействии с органическими материалами или некоторыми химическими веществами;
- 8.1 Кислоты. Примеры: свинцовые аккумуляторы, концентраты напитков.
- 8.2 Щелочи;
- 8.3 Разные едкие и коррозионные вещества. Примеры: ртуть.

Главная опасность — едкость (коррозийность).

### Класс 9
Вещества с относительно низкой опасностью при транспортировании, не отнесённые ни к одному из предыдущих классов, но требующих применения к ним определённых правил перевозки и хранения. Примеры: асбест, сильные магниты без якорей, зловонные вещества.
- 9.1 Твёрдые и жидкие горючие вещества и материалы, которые по своим свойствам не относятся к 3 и 4-му классам, но при определённых условиях могут быть опасными в пожарном отношении (горючие жидкости с температурой вспышки от +60 °C до +100 °C в закрытом сосуде, волокна и другие аналогичные материалы). Примеры: литиевые аккумуляторы, двигатели внутреннего сгорания с остатками рабочих жидкостей.
- 9.2 Вещества, становящиеся едкими и коррозионными при определённых условиях.

В этом классе нет доминирующей главной опасности (например: пластик, который при сгорании выделяет сильный яд — диоксин).

## Группы упаковок
Согласно договору все опасные грузы должны иметь определённую группу упаковки. Группа упаковки характеризует степень опасности перевозимого груза.
Они делятся на три группы (все цифры римские):
- I — очень опасный груз.
- II — просто опасный груз.
- III — незначительно опасный груз.

Особенность опасности класса 3 — это способность испаряться. Закрытые упаковки устраняют образование и утечку паров.
У 3-го класса могут быть одна главная опасность и максимально 2 дополнительные опасности.
- 1. Главная опасность.
- 2. Главная опасность + ядовитость.
- 3. Главная опасность + коррозийность.
- 4. Главная опасность + ядовитость + коррозийность.

- Класс 4.1 — группа упаковки — II или III. Примерно 5 % этих веществ имеют дополнительную опасность — термическая нестабильность — возможность взрыва (сера, целлюлоза).
- Класс 4.2 — группа упаковки — I,II,III.
- Класс 4.3 — группа упаковки — I,II,III.
- Класс 5.1 — группа упаковки — I,II,III (минеральные удобрения, пероксид водорода).
- Класс 5.2 — групп упаковок не имеет (сырьё хим.заводов).
- Класс 6.1 — группы упаковок — I,II,III. Имеет много дополнительных опасностей (синильная кислота, мышьяк, вещества содержащие ртуть и т. д.).
- Класс 6.2 — не имеет групп упаковок.
- Класс 8 — группы упаковок — I,II,III. Имеет много дополнитнльных опасностей.
- Класс 9 — группы упаковок — II,III. (пыль асбеста — канцероген, вещества при горении которых выделяются диоксины, также канцерогены, не разлагаются в течение 20 лет).

Особенность класса 2 в том, что он не имеет главной опасности и не имеет групп упаковок. Имеет следующие особенные опасные свойства и их специальные обозначения:
- А — удушающие -создают нехватку кислорода для дыхания в закрытых помещениях (инертные газы).
- О — окисляющие, то есть способствующие горению (кислород).
- F — огнеопасность (пропан).
- Т — ядовитые.
- Далее два и более опасных свойства одновременно.
- ТF — ядовитые + воспламеняющие.
- TC — ядовитые + едкие(коррозийные).
- TO — ядовитые + окисляющие.
- TFC — ядовитые + воспламениющиеся + едкие.
- TOC — ядовитые + окисляющие(способствуют горению) +едкие(коррозийные).

## Документы ADR. Записи в товарно-транспортных накладных
Накладная обязана быть написана на официальном (государственном) языке грузоотправителя. Если этот язык не является английским, французским, немецким, то ещё дополнительно и на одном из этих языков.
При записи в накладной наименования перевозимого опасного груза вначале указывается идентификационный номер UN…(или ANO…)(пример: 1831).
Затем записывается полное наименование опасного груза (кислота серная).
Затем указываются класс главной опасности (называется номер знака главной опасности) и, если есть, то класс дополнительной опасности (в скобках)(называется номер знака дополнительной опасности) — 8 (6.1), а также указывается группа упаковки, если она есть — I.
Форма упаковки, количество и вес записываются словами, например: UN 1223, керосин, 3, III (бочки, 10 штук, 2000 кг).
Эти записи может сделать сам автоводитель в любом месте копии накладной последнего груза. Эти записи обязательны.

## Опасные отходы
Опасные отходы содержащие вещества, имеющиеся в списке опасных грузов ООН, должны перевозиться как опасные грузы.
Письменная инструкция для автоводителя перевозящего опасный груз — аварийная карточка.
Эту карточку составляет грузоотправитель и не позднее, чем перед погрузкой передаёт её водителю. Эта карточка составляется на каждый опасный груз или на группу опасных грузов с одинаковой опасностью (если грузы принадлежат одному классу с одинаковой опасностью).
Хранить эту карточку необходимо в кабине автомобиля в легко доступном месте (В Швеции требуется хранить в дверном кармане водителя).
Эта карточка необходима для водителя и для спасательных служб для информации о перевозимом опасном грузе и о действиях в случае дорожно-транспортного происшествия.
Эта карточка обязана быть оформлена на языках тех стран, по территории которых проходит маршрут перевозки и на понятном для водителя языке (на любом языке стран входящих в договор ADR.
Грузоотправитель согласовывает маршрут с перевозчиком для оформления языков карточки. Он заранее сообщает перевозчику о грузе, маршруте, о дополнительных средствах защиты и о дополнительном оборудовании. За содержание карточки водитель ответственности не несёт.

### Виды упаковок и их маркировка
Упаковку опасного груза выбирает грузоотправитель. Двойная упаковка применяется неразбираемая. Если упаковку можно разбирать, то это комбинированная упаковка.
Часто применяются IBC (Intermmediate Bulk Container) — контейнер средней грузоподъёмности до 3000 литров. Такие контейнеры считаются упаковками.
Необходимо проверять маркировку груза. Обязателен знак опасности. Он представляет собой ромб с длиной ребра не более 100 мм. Обязательно расположение всех знаков опасности на одной стороне упаковки.
Надёжность упаковки обозначается латинскими буквами X, Y, Z.
- X — очень надёжная. Группы упаковок I, II, III.
- Y — просто надёжная. Группы упаковок II и III.
- Z — удовлетворительной надёжности. Группа упаковки только III.

Обязательно сравнивать группу упаковки и надёжность упаковки.
Специальные маркировки, указывающие на степень опасности перевозимых веществ, должны обязательно быть на:
- любой упаковке рядом с обозначениями о допустимых манипуляциях по ГОСТ 14192[1]. Обозначение контрастное и заметное;
- на контейнере – на боку, двери и крышке, если это возможно;
- на цистерне – сверху, снизу и сбоку.

## Печатное издание
Эксклюзивное право на печать и продажу издания принадлежит ООН.
В 2016 году впервые была разрешена печать оригинального издания по соглашению (Print contract) на территории РФ. Книги отпечатанные по этому контракту являются оригинальным печатным изданием с таким же ISBN и компоновкой текстов. Отличия от книг отпечатанных по контракту в РФ от отпечатанных в типографии ООН:
- печать издания ООН заменена на Логотип издателя;
- внесены сведения о тираже и типографии отпечатавшей издание;
- нанесена защитная голограмма с возможностью проверки на сайте издателя;
- на странице с авторскими правами внесена соответствующая запись «ООН для российского издания 2016», «Это издание отпечатано ***** в 2017 году.»;
- на обложке издания внесена запись «Настоящее издание отпечатано ***** для и по поручению Организации Объединённых Наций»

Стоимость книги для розничной продажи регулируется ООН и едина на территории стран принявших соглашение. Для развивающихся стран предусмотрена скидка в 50 % на франкоязычное и англоязычное издание.
Оригинальное печатное издание распространяется только через дистрибьюторов и их партнеров (список в разделе ссылки).
Издание ДОПОГ 2019 выпущенное в январе 2019 года типографским способом имеет ISBN 978-92-1-639022-8 (Действует с 1 января 2019 года по 30 июня 2021 года)
Издание ДОПОГ 2021 отпечатанное в декабре 2020 - январе 2021 имеет ISBN 9789211391787. Действует с 1 января 2021 года по 30 июня 2023.
В переходный период с с 1 января 2021 по 30 июня 2021 года действуют обе редакции издания.

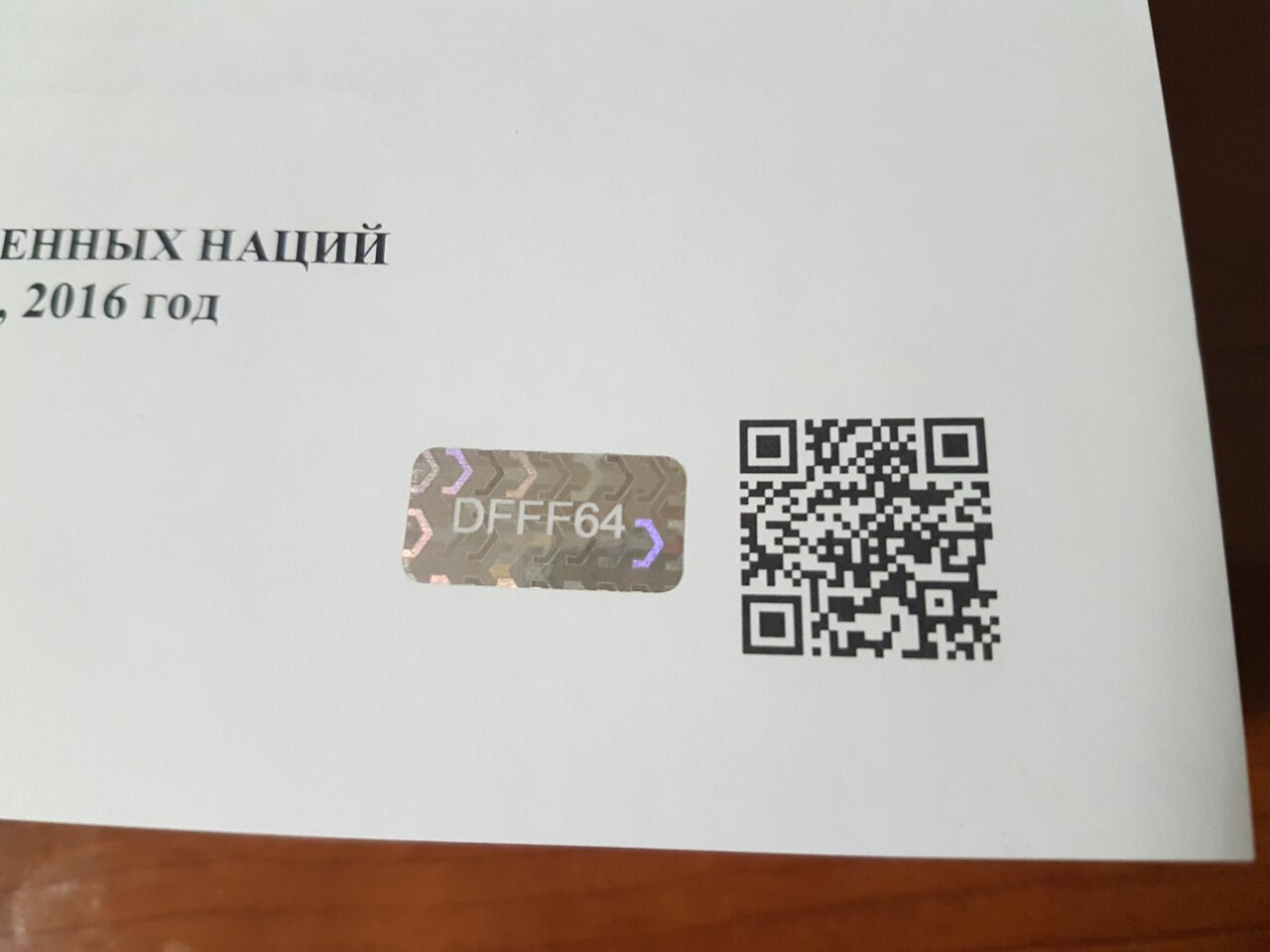
Защитная голограмма на официальном издании ДОПОГ

Продается только в двух томах. На книге выпущенной по принт-контракту в обязательном порядке должна быть нанесена защитная голограмма с уникальным кодом. Проверить код можно на сайте издателя (раздел ссылки).

## Авторское право
Авторское право — Организация Объединённых Наций.
Все права сохраняются. Никакая часть печатного и/или электронного издания не может для целей продажи воспроизводиться, закладываться в поисковую систему или передаваться в любой форме или любыми средствами, включая электронные, электростатические, магнитные, механические, фотокопировальные или иные средства, без получения предварительного письменного разрешения от Организации Объединённых Наций.
Нарушение квалифицируется по статье 146 часть 2 и 146 часть 3 УК РФ.

## Иные договоры
В Европе действуют и другие договоры перевозки опасных грузов:
- IMDG (International Maritime Dangerous Goods) — договор по перевозке опасных грузов морским транспортом.
- ICAO-TI (Technical Instructions for The Safe Transport of Dangerous Goods by AIR) — инструкции по перевозке опасных грузов авиатранспортом, документ ИКАО 9284.
- RID (International Regulations Concerning the Carriage of Dangerous Goods by Rail) — договор о перевозке опасных грузов железнодорожным транспортом.